# Magã Ulé Uatara
Magã Ulé Uatara foi um nobre africano mandinga do século XVIII, fagama do Reino de Guirico entre 1749 e 1809.

## Vida
Em data incerta, uma força combinado liderada por ele e Querê Mori, filho de Secu Uatara (r. 1710–1742/1745), sofreu severa derrota contra a vila de Dandé. Durante seu reinado, precisou suprimir com violência revoltas dos povos sujeitos a autoridade de Guirico. Apesar disso, em seu reinado os diúlas afirmaram seu controle graças a uma cavalaria rápida armada com rifles. Foi sucedido por seu filho Diori Uatara (r. 1809–1839), que por sua vez foi sucedido por seu irmão Baco Moru Uatara (r. 1839–1851).